# Grand Prix automobile d'Angoulême
Le Grand Prix automobile d'Angoulême ou Grand Prix automobile des remparts est une épreuve de course automobile disputée sur le circuit des remparts entre 1939 et 1951.

## Palmarès
| Année     | Vainqueur           | Voiture       | Circuit              | Résultats |
| --------- | ------------------- | ------------- | -------------------- | --------- |
| 1939      | Raymond Sommer      | Alfa Romeo    | Circuit des Remparts | Résultats |
| 1940–1946 | Non couru           | Non couru     | Non couru            | Non couru |
| 1947      | Eugène Martin       | BMW           | Circuit des Remparts | Résultats |
| 1948      | Igor Troubetzkoy    | Simca-Gordini | Circuit des Remparts | Résultats |
| 1949      | Maurice Trintignant | Simca-Gordini | Circuit des Remparts | Résultats |
| 1950      | Juan Manuel Fangio  | Maserati      | Circuit des Remparts | Résultats |
| 1951      | Rudi Fischer        | Ferrari       | Circuit des Remparts | Résultats |

## Galerie de la première compétition

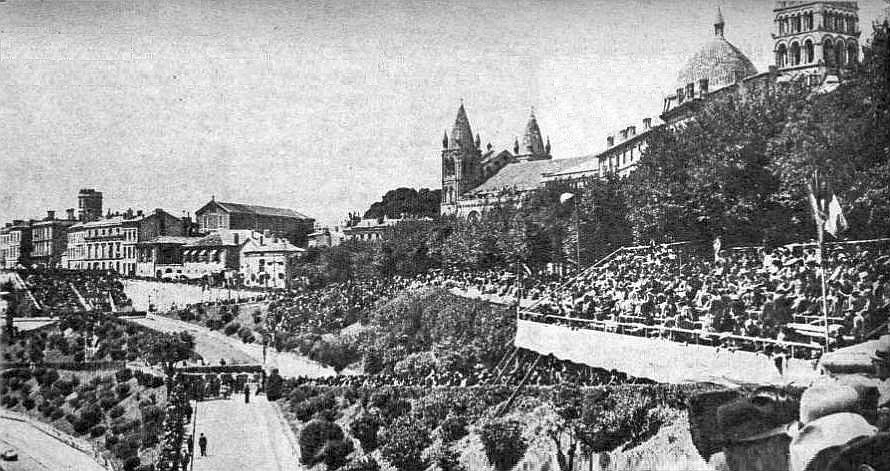
Le Circuit des Remparts d'Angoulême en juillet 1939.
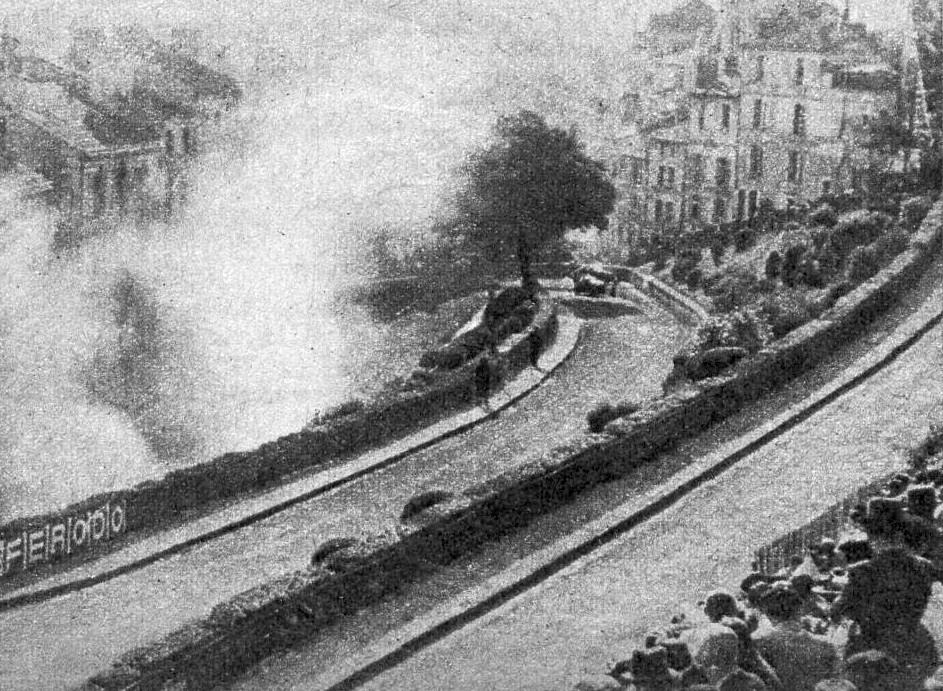
L'accident de Roger Loyer.
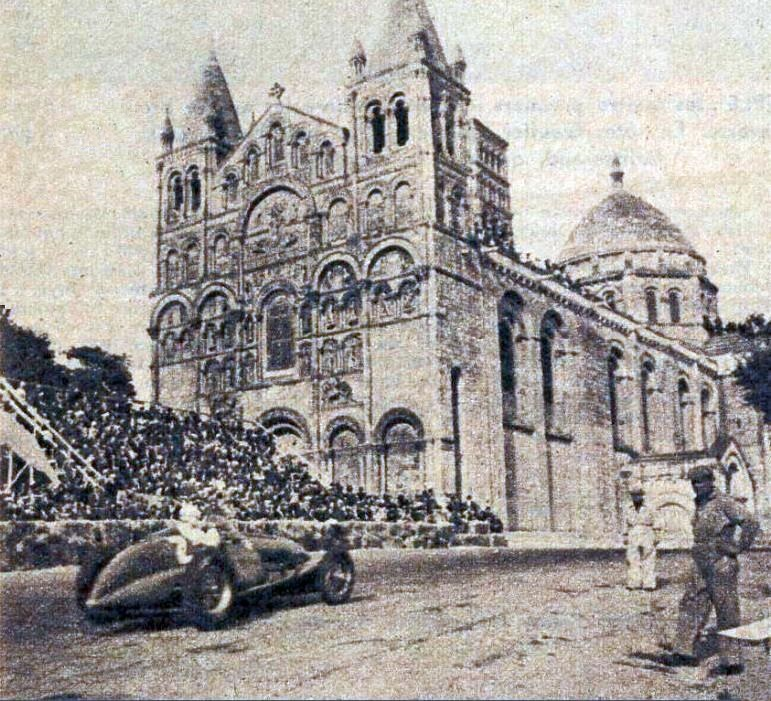
Raymond Sommer, vainqueur du Circuit sur Alfa Romeo 308, devant la cathédrale Saint-Pierre.